# Angus Groom
Pour les articles homonymes, voir Groom.
Angus Groom, né le 16 juin 1992 à Glasgow, est un rameur d'aviron britannique.

## Carrière
Angus Groom est cinquième de l'épreuve de quatre de couple aux Jeux olympiques de 2016 à Rio de Janeiro. Il est ensuite médaillé de bronze dans la même épreuve aux Championnats d'Europe d'aviron 2019 à Lucerne, puis médaillé d'argent aux Jeux olympiques de 2020 à Tokyo.